# 北京公交112路
北京公交112路，是北京市曾经存在的一条公交线路，其东段与115路并行，西段经朝阳门内外大街至亮果厂，由北京公交集团电车客运分公司运营。
112路的前身为1960年开通的12路无轨电车，1976年改为现名，2022年4月16日撤销。

## 历史
- 1960年11月25日：12路无轨电车开通，从沙滩到十里堡，单程9.18公里[2]。车型为京一牌BD560型铰接式无轨电车[3]。
- 1962年7月10日：每天早晨由沙滩往十里堡方向试行加开三部“母子车”，专门接送带小孩的乘客[4]。
- 1967年，车型增加了BD540单机电车改造成的改造型BD560无轨电车[3]。
- 1979年，新型BD562型电车开始运营[3]。
- 1987年10月15日：东段延长到康家沟[2]，全程约10公里[5]。
- 1989年3月27日：西端延长一站至亮果厂[2]。
- 2017年8月20日：工作日调整为早晚高峰运营[6]，曾经是北京唯一的高峰电车线路。
- 2022年4月16日：本线正式撤销[1]（4月15日20时双向开出末班车）。

## 回忆与怀念
无轨电车因车顶的两条受电杆，俗称「大辫子」。112路大辫子是十里堡-八里庄一带京棉厂区职工往返北京城的唯一线路，解决了万名职工的通勤。但无轨电车当年虽先进，如今却难以更改电线和行车线路，适应城市变迁。撤线消息一出，很多北京市民都表达了对112路的喜爱和不舍。

## 沿线站位及周边重要设施
| 车站名称     | 车站名称     | 行政 区划 | 地铁换乘          | 地铁换乘   | 重要设施                   |
| 康家沟方向   | 亮果厂方向   | 行政 区划 | 地铁换乘          | 地铁换乘   | 重要设施                   |
| ------------ | ------------ | --------- | ----------------- | ---------- | -------------------------- |
| 康家沟       | 康家沟       | 朝阳区    |                   |            |                            |
| 甘露园东     | 甘露园东     | 朝阳区    |                   |            | 尚街购物中心               |
| 甘露园西     | 甘露园西     | 朝阳区    |                   |            | 甘露家园                   |
| 十里堡       | 十里堡       | 朝阳区    |                   |            | 新城市广场                 |
| 东八里庄     | 东八里庄     | 朝阳区    |                   |            | 八里庄东里社区             |
| 慈云寺       | 慈云寺       | 朝阳区    |                   |            | 远洋天地                   |
| 英家坟       | 英家坟       | 朝阳区    |                   |            | 慈云寺小区                 |
| 红庙路口西   | 红庙路口西   | 朝阳区    |                   |            | 首经贸红庙校区             |
| 小庄路口东   | 小庄路口东   | 朝阳区    |                   |            | 红庙西里                   |
| 呼家楼西     | 呼家楼西     | 朝阳区    | █ 10号线          | 金台夕照   | 京广商业中心               |
| 关东店       | 关东店       | 朝阳区    |                   |            | 中骏·世界城                |
| 东大桥路口西 | 东大桥路口东 | 朝阳区    | █ 6号线           | 东大桥     | 蓝岛大厦、北京市陈经纶中学 |
| 神路街       | 神路街       | 朝阳区    |                   |            | 东岳庙、昆泰商城           |
| 朝阳门外     | 朝阳门外     | 朝阳区    |                   |            | 外交部                     |
| 朝阳门内     | 朝阳门内     | 东城区    | █ 2号线、 █ 6号线 | 朝阳门     | 银河SOHO                   |
| 朝内小街     | 朝内小街     | 东城区    |                   |            | 孚王府                     |
| 东四路口东   | 东四路口东   | 东城区    | █ 5号线、 █ 6号线 | 东四       | 东四胡同群                 |
| 美术馆东     | 美术馆东     | 东城区    | █ 8号线           | 中国美术馆 | 中国美术馆、中国民航局     |
| 沙滩路口北   | 沙滩路口北   | 东城区    |                   |            | 求是杂志社                 |
| 亮果厂       | 亮果厂       | 东城区    |                   |            | 中国进出口银行北京分行     |